# Naissance en 1054
Naissance
- 1050
- 1051
- 1052
- 1053
- 1054
- 1055
- 1056
- 1057
- 1058

Cette page dresse une liste de personnalités nées au cours de l'année 1054 :
- 2 septembre : Sukjong, quinzième roi de la Corée de la dynastie Goryeo.

- Hariri, Abu Muhammad al-Qasim ibn Ali al-Hariri, dit aussi al-Hariri de Basra, écrivain arabe (mort en 1122), auteur de maqâma.
- Arnoul III de Flandre, dit Arnoul le Malheureux, comte de Flandre et de Hainaut.
- Bérenger-Raimond II de Barcelone, comte de Barcelone, de Gérone, d'Osona, de Carcassonne et de Razès.
- Langri Tangpa, théologien et enseignant bouddhiste.
- Tong Guan,  eunuque, général militaire, conseiller politique et Conseil d'État chinois de l'empereur Song Huizong de la dynastie Song.

date incertaine (vers 1054)
- Chimène, Chimène Diaz ou Ximene, connue en espagnol comme Doña Jimena, épouse du Cid.

## Crédit d'auteurs
- Cet article est partiellement ou en totalité issu de l'article intitulé « 1054 » (voir la liste des auteurs).